# Progressione del record mondiale del lancio del giavellotto maschile

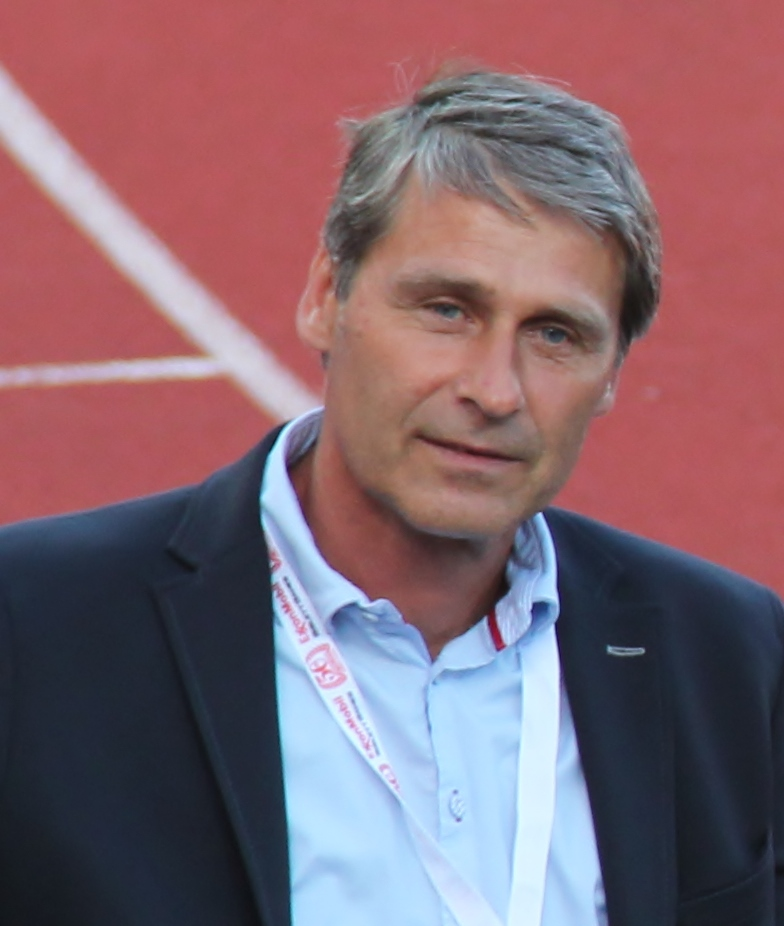
Jan Železný, detentore del record mondiale della specialità

La voce seguente illustra la progressione del record mondiale del lancio del giavellotto maschile di atletica leggera.
Il primo record mondiale maschile venne riconosciuto dalla federazione internazionale di atletica leggera nel 1912. Poiché l'attrezzo è stato modificato due volte, avanzando il baricentro per ridurne la parabola, vi sono tre progressioni: la prima, dal 1912 al 1986, la seconda dal 1º aprile 1986 al 17 novembre 1991, e la terza dal 18 novembre 1991 ad oggi, relative ai tre tipi di giavellotto. Ad oggi, la World Athletics ha ratificato ufficialmente 42 record mondiali di specialità.

## Progressione
| Misura                                                  | Atleta           | Nazione          | Luogo                      | Data              | Note  |
| ------------------------------------------------------- | ---------------- | ---------------- | -------------------------- | ----------------- | ----- |
| Vecchio attrezzo (fino al 31 marzo 1986)                |                  |                  |                            |                   |       |
| 62,32 m                                                 | Eric Lemming     | Svezia           | Stoccolma, Svezia          | 29 settembre 1912 |       |
| 66,10 m                                                 | Jonni Myyrä      | Finlandia        | Stoccolma, Svezia          | 25 agosto 1919    |       |
| 66,62 m                                                 | Gunnar Lindström | Svezia           | Eksjö, Svezia              | 12 ottobre 1924   |       |
| 69,88 m                                                 | Eino Penttilä    | Finlandia        | Viipuri, Finlandia         | 8 ottobre 1927    |       |
| 71,01 m                                                 | Erik Lundqvist   | Svezia           | Stoccolma, Svezia          | 15 agosto 1928    |       |
| 71,57 m                                                 | Matti Järvinen   | Finlandia        | Viipuri, Finlandia         | 8 agosto 1930     |       |
| 71,70 m                                                 | Matti Järvinen   | Finlandia        | Tampere, Finlandia         | 17 agosto 1930    |       |
| 71,88 m                                                 | Matti Järvinen   | Finlandia        | Vaasa, Finlandia           | 30 agosto 1930    |       |
| 72,93 m                                                 | Matti Järvinen   | Finlandia        | Viipuri, Finlandia         | 14 settembre 1930 |       |
| 74,02 m                                                 | Matti Järvinen   | Finlandia        | Turku, Finlandia           | 27 giugno 1932    |       |
| 74,28 m                                                 | Matti Järvinen   | Finlandia        | Mikkeli, Finlandia         | 25 maggio 1933    |       |
| 74,61 m                                                 | Matti Järvinen   | Finlandia        | Vaasa, Finlandia           | 7 giugno 1933     |       |
| 76,10 m                                                 | Matti Järvinen   | Finlandia        | Helsinki, Finlandia        | 15 giugno 1933    |       |
| 76,66 m                                                 | Matti Järvinen   | Finlandia        | Torino, Italia             | 7 settembre 1934  |       |
| 77,23 m                                                 | Matti Järvinen   | Finlandia        | Helsinki, Finlandia        | 18 giugno 1936    |       |
| 77,87 m                                                 | Yrjö Nikkanen    | Finlandia        | Karhula, Finlandia         | 25 agosto 1938    |       |
| 78,70 m                                                 | Yrjö Nikkanen    | Finlandia        | Kotka, Finlandia           | 16 ottobre 1938   |       |
| 80,41 m                                                 | Bud Held         | Stati Uniti      | Pasadena, Stati Uniti      | 8 agosto 1953     |       |
| 81,75 m                                                 | Bud Held         | Stati Uniti      | Modesto, Stati Uniti       | 21 maggio 1955    |       |
| 83,56 m                                                 | Soini Nikkinen   | Finlandia        | Kuhmoinen, Finlandia       | 24 giugno 1956    |       |
| 83,66 m                                                 | Janusz Sidło     | Polonia          | Milano, Italia             | 30 giugno 1956    |       |
| 85,71 m                                                 | Egil Danielsen   | Norvegia         | Melbourne, Australia       | 26 novembre 1956  |       |
| 86,04 m                                                 | Al Cantello      | Stati Uniti      | Compton, Stati Uniti       | 5 giugno 1959     |       |
| 86,74 m                                                 | Carlo Lievore    | Italia           | Milano, Italia             | 1º giugno 1961    |       |
| 87,12 m                                                 | Terje Pedersen   | Norvegia         | Oslo, Norvegia             | 1º luglio 1964    |       |
| 91,72 m                                                 | Terje Pedersen   | Norvegia         | Oslo, Norvegia             | 2 settembre 1964  |       |
| 91,98 m                                                 | Jānis Lūsis      | Unione Sovietica | Saarijärvi, Finlandia      | 23 giugno 1968    |       |
| 92,70 m                                                 | Jorma Kinnunen   | Finlandia        | Tampere, Finlandia         | 18 giugno 1969    |       |
| 93,80 m                                                 | Jānis Lūsis      | Unione Sovietica | Stoccolma, Svezia          | 6 luglio 1972     |       |
| 94,08 m                                                 | Klaus Wolfermann | Germania Ovest   | Leverkusen, Germania Ovest | 5 maggio 1973     |       |
| 94,58 m                                                 | Miklós Németh    | Ungheria         | Montréal, Canada           | 26 luglio 1976    |       |
| 96,72 m                                                 | Ferenc Paragi    | Ungheria         | Tata, Ungheria             | 23 aprile 1980    |       |
| 99,72 m                                                 | Tom Petranoff    | Stati Uniti      | Los Angeles, Stati Uniti   | 15 maggio 1983    |       |
| 104,80 m                                                | Uwe Hohn         | Germania Est     | Berlino Est, Germania Est  | 20 luglio 1984    |       |
| Nuovo attrezzo (dal 1º aprile 1986 al 17 novembre 1991) |                  |                  |                            |                   |       |
| 85,74 m                                                 | Klaus Tafelmeier | Germania Ovest   | Como, Italia               | 21 settembre 1986 |       |
| 87,66 m                                                 | Jan Železný      | Cecoslovacchia   | Nitra, Cecoslovacchia      | 31 maggio 1987    |       |
| 89,10 m                                                 | Patrik Bodén     | Svezia           | Austin, Stati Uniti        | 24 marzo 1990     |       |
| 89,58 m                                                 | Steve Backley    | Regno Unito      | Stoccolma, Svezia          | 2 luglio 1990     |       |
| 89,66 m                                                 | Jan Železný      | Cecoslovacchia   | Oslo, Norvegia             | 14 luglio 1990    | [ 3 ] |
| 90,98 m                                                 | Steve Backley    | Regno Unito      | Londra, Regno Unito        | 20 luglio 1990    | [ 3 ] |
| 91,98 m                                                 | Seppo Räty       | Finlandia        | Shizuoka, Giappone         | 6 maggio 1991     | [ 3 ] |
| 96,96 m                                                 | Seppo Räty       | Finlandia        | Punkalaidun, Finlandia     | 2 giugno 1991     | [ 3 ] |
| Attrezzo attuale (dal 18 novembre 1991)                 |                  |                  |                            |                   |       |
| 91,46 m                                                 | Steve Backley    | Regno Unito      | Auckland, Nuova Zelanda    | 25 gennaio 1992   |       |
| 95,54 m                                                 | Jan Železný      | Rep. Ceca        | Pietersburg, Sudafrica     | 6 aprile 1993     |       |
| 95,66 m                                                 | Jan Železný      | Rep. Ceca        | Sheffield, Regno Unito     | 29 agosto 1993    |       |
| 98,48 m                                                 | Jan Železný      | Rep. Ceca        | Jena, Germania             | 25 maggio 1996    |       |